# Benedito Leite
Benedito Leite é um município brasileiro do estado do Maranhão. Conforme o censo de 2022 do IBGE, sua população é de 5.469 habitantes. Está localizado a 522 km da capital, São Luís.

## História
Originalmente criado em 1919, o município de Benedito Leite foi extinto em 1931 e anexado ao município de Nova Iorque (Maranhão), figurando com distrito. Em 1935 o município de Benedito Leite foi recriado. Benedito Leite foi fundada pelo Major Lucas Coelho, o nome da cidade é em homenagem ao senador Benedito Pereira Leite. Atualmente, a população beneleitense foi beneficiada com uma ponte que liga Benedito Leite a Uruçuí no Piauí.

## Geografia
A área do território do município de Benedito Leite é de 1.784,64 quilômetros quadrados, o que coloca na posição 48 dentre as 217 cidades do estado do Maranhão.
Demografia
De acordo com o Censo Demográfica de 2022, a população do município de Benedito Leite era de 5.469 habitantes e a densidade demográfica era de 3,06 habitantes por quilômetro quadrado. Comparando-se com outros municípios do estado do Maranhão, ficava nas posições 209 e 210 de 217. Já a estimativa populacional para 2024 era de 5.597 pessoas.
Economia
Em 2021, o PIB per capita do município de Benedito Leite era de R$ 12.965,11. Comparando-se outros municípios do estado do Maranhão, ficava na posição de 50 de 217. Já o percentual de receitas externas em 2023 era de 95,28%, o que o colocava na posição 67 de 217.
| Salário médio mensal dos trabalhadores formais [2022]                                             | 1,7 salários mínimos |
| Pessoal ocupado [2022]                                                                            | 497 pessoas          |
| População ocupada [2022]                                                                          | 9,09 %               |
| Percentual da população com rendimento nominal mensal per capita de até 1/2 salário mínimo [2010] | 56,6 %               |

Fonte: IBGE
Educação
Em 2010, a taxa de escolarização de 6 a 14 anos de idade no município de Benedito Leite era de 97,5%. Comparando-se com outros municípios do estado do Maranhão, ficava na posição 60 de 217. Já o Índice de Desenvolvimento da Educação Básica (IDEB), no ano de 2023, para os anos iniciais do ensino fundamental na rede pública era 4,7 e para os anos finais, 5.
| Taxa de escolarização de 6 a 14 anos de idade [2010]             | 97,5 %         |
| IDEB – Anos iniciais do ensino fundamental (Rede pública) [2023] | 4,7            |
| IDEB – Anos finais do ensino fundamental (Rede pública) [2023]   | 5,0            |
| Matrículas no ensino fundamental [2023]                          | 695 matrículas |
| Matrículas no ensino médio [2023]                                | 117 matrículas |
| Docentes no ensino fundamental [2023]                            | 70 docentes    |
| Docentes no ensino médio [2023]                                  | 15 docentes    |
| Número de estabelecimentos de ensino fundamental [2023]          | 8 escolas      |
| Número de estabelecimentos de ensino médio [2023]                | 2 escolas      |

Fonte: IBGE
Meio Ambiente

O bioma predominante do município de Benedito Leite é o cerrado. Em 2010, apresentava 35% de domicílios com esgotamento sanitário adequado, além de 21,3% de domicílios urbanos em vias públicas com arborização e 1,7% de domicílios urbanos em vias públicas com urbanização adequada.